# Křížová cesta (Česká Kamenice)
Křížová cesta v České Kamenici na Děčínsku se nachází 2 kilometry severně od města v severovýchodním svahu vrchu Jehla na plošině v poutním místě Bratrské oltáře.

## Historie
Křížová cesta byla založena roku 1887. Tvoří ji třináct obrázků v dřevěných kapličkách, zabudovaných do pískovcových skal. Čtrnáctým zastavením je kaple Božího hrobu – menší výklenek mezi třináctým zastavením a pamětní deskou. Obrázky jsou kopiemi původní křížové cesty. Originály byly roku 2010 nečekaně nalezeny P. Jordánem Červeným z Římskokatolické farnosti – děkanství Česká Kamenice.

### Poutní místo
Bratrské oltáře bývaly poutním místem katolíků i evangelíků. Podle lidové tradice sem přicházeli v letech 1515 – 1614 katolíci a účastnili se tajných mší, protože panství ovládala protestantská šlechta. Po bitvě na Bílé hoře pak místo tajně navštěvovali evangelíci.
Roku 1887 byly do areálu přeneseny sochy sv. Jana Nepomuckého a sv. Antonína Paduánského od kostela sv. Jakuba Většího v České Kamenici. Téhož roku byl z iniciativy měšťanů z České Kamenice zhotoven nový dřevěný oltář na místě staršího, prostého. Obraz s motivem Modlitby v Getsemanské zahradě namaloval Josef Strobach, práce provedl truhlář Anton Gampe z České Kamenice. Sochy andělů pocházely od sochaře Franze Wenzela Fischera. Byla také zřízena křížová cesta a vybudována kaple Božího hrobu. U ní pak byla umístěna socha Anděla smrti.
O údržbu poutního místa a přilehlého přírodního parku kolem Jehly se staral okrašlovací spolek z České Kamenice Anpflanzungs und Verschönerungsverein. Roku 1915 a 1923 byl areál opraven, postaveno schodiště, lavice a zábradlí a byly vyměněny obrazy křížové cesty. Po druhé světové válce místo pustlo.
Roku 1993 byl areál vyčištěn a byla zde umístěna pamětní deska s reliéfem bývalého oltáře. Roku 2011 byly skalní výklenky osazeny kopiemi obrazů dochované křížové cesty. Po úpravě schodišť byly na původní místo umístěny kopie soch z umělého kamene. Restaurované originály soch byly přemístěny na chráněné místo.

Bratrské oltáře – křížová cesta
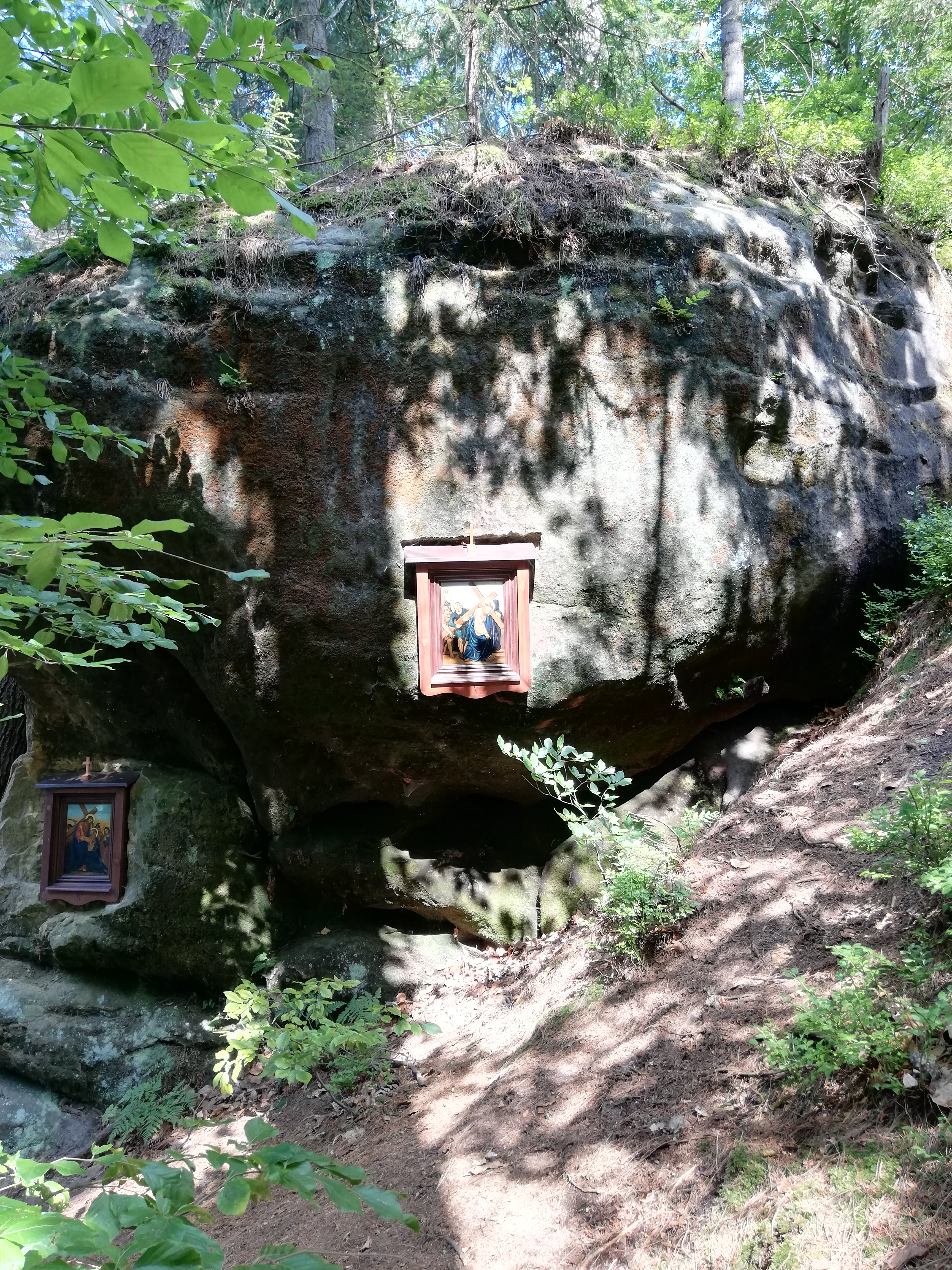
Zastavení číslo 5
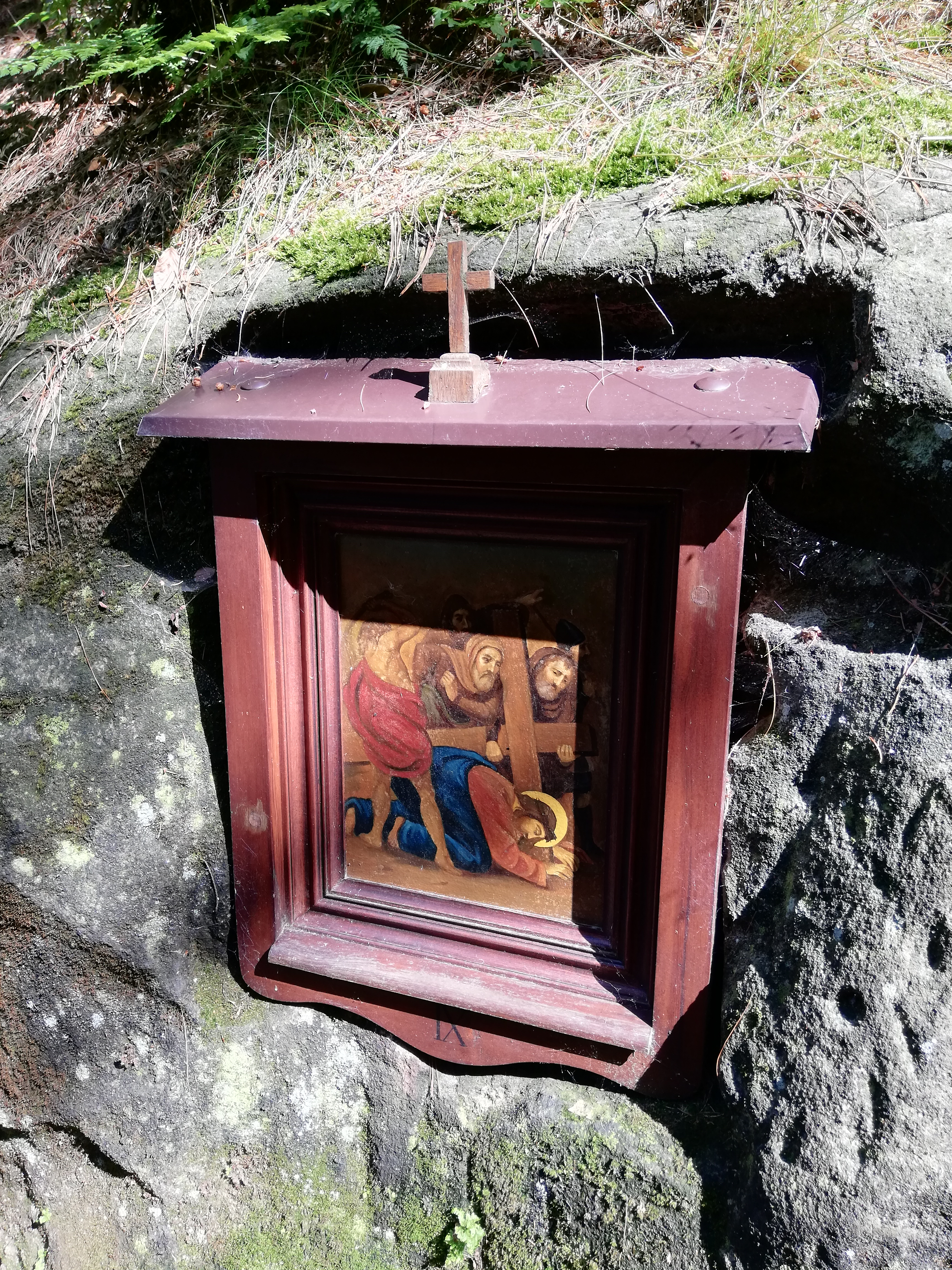
Zastavení číslo 9
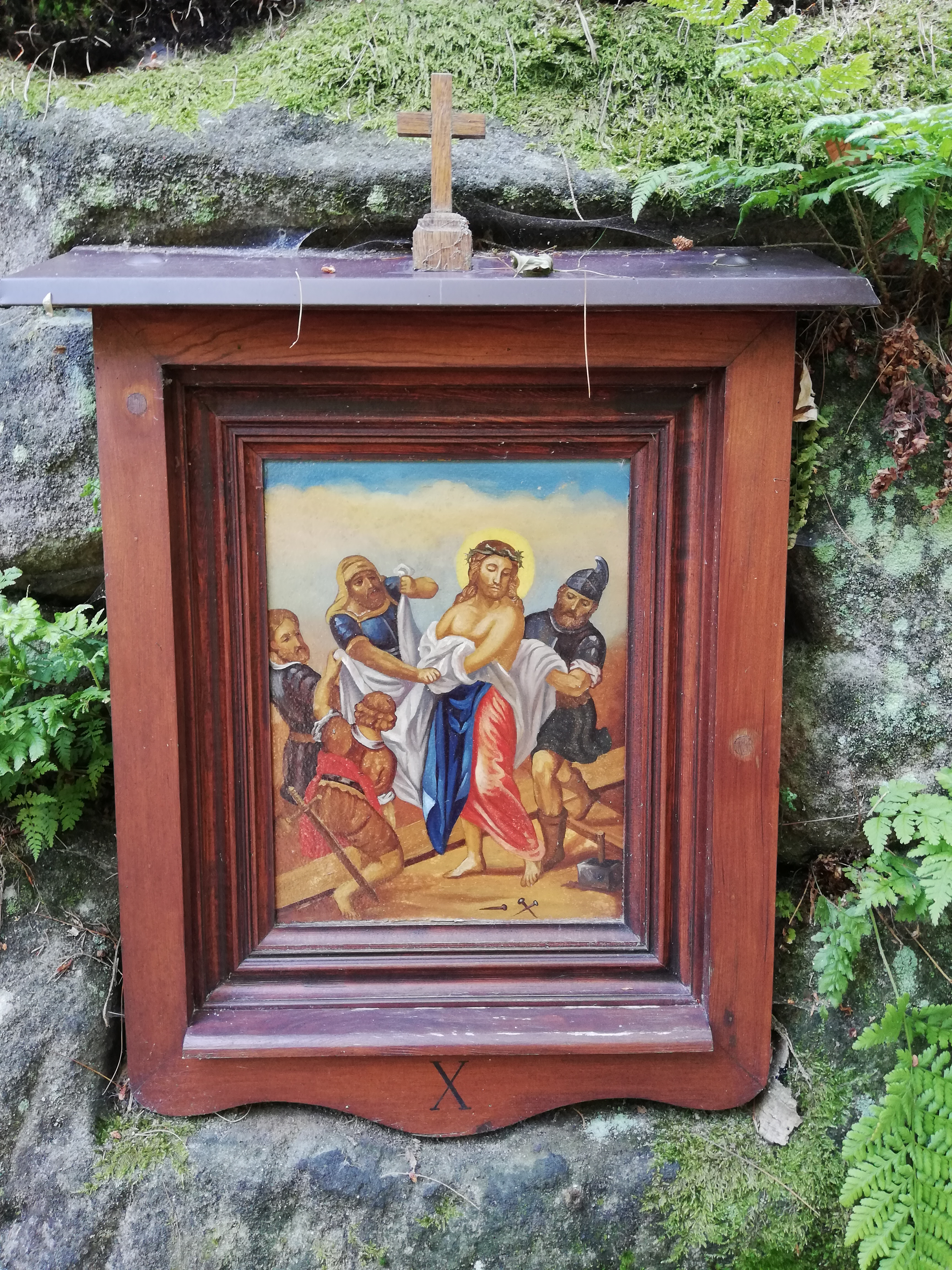
Zastavení číslo 10
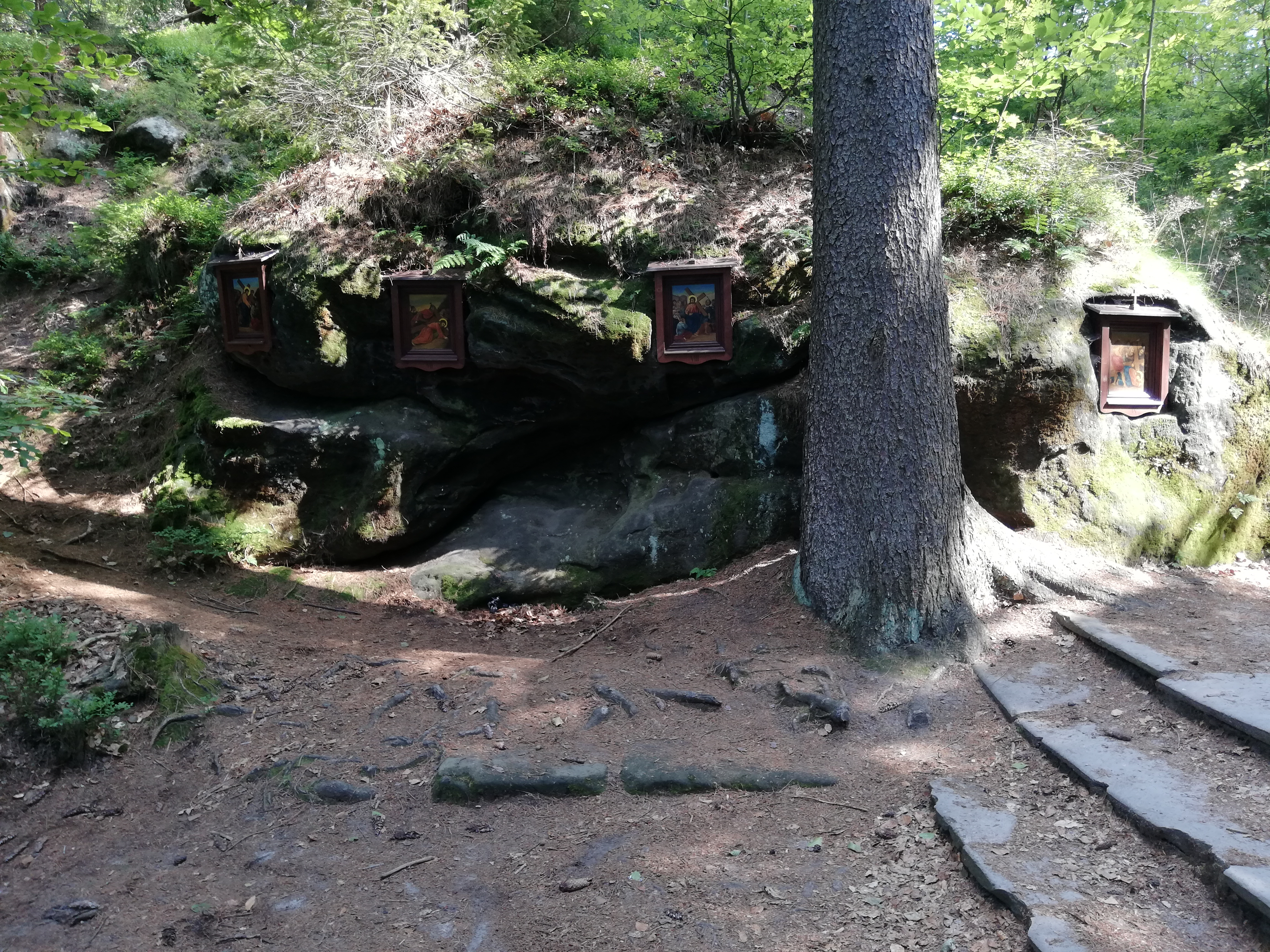
Část křížové cesty